# Калнрозе, Валдис
Валдис Карлович Калнрозе (латыш. Valdis Kalnroze; 17 января 1894 — 16 апреля 1993) — латвийский и советский художник. Народный художник Латвийской ССР (1970). Лауреат Государственной премии Латвийской ССР (1980).

## Биография
Валдис Калнрозе (до 1961 года Волдемар Розенбергс) родился 17 января 1894 года в городе Гольдингене Курляндской губернии Российской империи (ныне — город Кулдига в Латвии) в семье пекаря Карлиса Розенберга.
Учился в Лиепайской основной школе, в художественной студии А. Стунды, окончил Латвийскую академию художеств (пейзажная мастерская В. Пурвитиса, 1932).
В начале жизненного пути поменял много профессий и рабочих мест. Некоторое время работал в Лиепайском театре. В годы Первой мировой войны беженцем жил на острове Саарема. По возвращении в Латвию принимал участие в Борьбе за независимость.
Состоял в художественной секции латвийского творческого объединения «Зелёная ворона» (1929). Член Союза художников Латвии (1944—1952; восстановлен в 1957). Заслуженный деятель искусств Латвийской ССР (1963). Народный художник Латвийской ССР (1970). Лауреат Государственной премии Латвийской ССР (1980).
Умер 16 апреля 1993 года в Риге. Похоронен на Лесном кладбище.

## Творчество
Принимал участие в выставках с 1928 года. Пейзажист. Виртуозно передавал интонационно тонкие композиции при изображении предметов. С 1960-х годов работал преимущественно в жанре марины. Для придания избыточной экспрессивности нередко пользовался мастихином.
Наиболее известные работы: «Осень в маленьком городке», «Три брата», «У реки осенью», «Старая Рига», «Пора цветения», «Пионы», «Сумерки на взморье», «Розы и лимон», «Море в Звейниекциемсе», «Вечерний час».